# あすか120%
『あすか120%』（あすかひゃくにじゅっパーセント、ASUKA120%）は、ファミリーソフトより発売された対戦型格闘ゲーム。
プレイアブルキャラクターが全員女性（『リミテッド』以降を除く）の、いわゆるギャル格闘ゲームの先取り作品である。クラブ対抗の予算争奪格闘大会“部対抗予算争奪メガファイト”が舞台となっており、各部員はそれぞれのクラブの特長を活かした技を駆使して戦う。

## 概要
シリーズ化され当初は一部のパソコンのみで発売されプレイキャラも6人と少なかったが、家庭用ゲーム機への移植となったPCE版『マキシマ』ではビジュアルシーンの他にプレイキャラを4人追加した上で格闘ゲームとして新たな必殺技が加わるなどリニューアルが成され、本格的な作り込みを見せた。
1996年にはPSへと機種を変えた『スペシャル』を発売。『マキシマ』で発覚していた各部員の性能差を埋めるべくゲームバランスの調整、同じくハードの制約から欠損が発生していたスプライトの修正、一部の声優陣の交代などが行われた。更にはバランスを再調整したバージョン『スペシャルVer.2』が発売された。1997年にはPS版『エクセレント』が発売されるが、内容的にドラスティックな変化を欠き、AVG要素を取り入れたストーリーモードの導入以外は『スペシャル』のマイナーチェンジに留まった。
同時期にアーケードゲーム『リミテッド』の開発も進められており、カネコと日立製作所（日立ソフトウェアエンジニアリング）によるアーケード基板スーパーカネコノバシステムが搭載される予定だったが、正式稼働には至らなかった。最終的に、スーパーカネコノバシステムのメインCPU・SH-2がセガサターンにも使われていたことから、同作は1997年10月9日にセガサターン用ソフトとして発売された。ライターのぜくうは著書『アーケード未発売・未稼働ゲーム大全2』の中でスーパーカネコノバシステムに関するトラブルに『リミテッド』も巻き込まれた形だと分析している。
同年にはSSに機種を移した『リミテッド』も発売されておりグラフィックを大幅に刷新してキャラクターを大型化するなど意欲的な面も見られたが、家庭用ゲーム機としてのSS自体の低迷もあって人気には至らなかった。
1999年には、『リミテッド』のグラフィックを流用しつつ独自のシステムを取り入れた『ファイナル』がPSで販売された。新しい技やモーションの追加、バーニングゲージを消費してスーパーラッシュを発動するコンボシステムが採用されている。同年には『ファイナル』のグラフィックを基にしたWin版『リターン』も発売された。
2段ジャンプと簡単なコマンド入力の必殺技を全キャラに採用した他に「ガードからのカウンター」、「ダッシュ技への連携」や技の「相殺システム」や「叩きつけ攻撃」、「受身」などシリーズ発売当時はまだ目新しい斬新な要素を多く取り入れていた。シリーズ初期より基本操作はボタン2つでほぼ全てのシステムが使用可能となっている（空きボタンはマクロ入力）。『スペシャル』以降の独自要素としてはゲージを一定まで溜めると表示が100%を超えて120%となり一定時間超必殺技が出し放題となるシステムがある。
開発は『リミテッド』まではフィルインカフェ、『ファイナル』ではファミリーソフト社内、『リターン』では社外の開発会社が担当。キャラクターデザインは『スペシャル』までは七瀬葵、『スペシャル』のパッケージや説明書等のキャラクターデザイン、PS版『エクセレント』では石田敦子、『リミテッド』では華破玖、『ファイナル』、『リターン』では細雪純が担当した。作曲は全作とも与猶啓至が担当している。なお、七瀬葵は2019年10月2日に「あすかは自分から降りたわけではなくて、今後の展開でアニメ化とか大きくなったときのために契約書が必要じゃないでしょうか？と言ったら知らない間に絵描きが変わってしまったので、なんも言わなかったらまだ描かせてもらえていたかもしれないという後悔がずっとある」「プレステ版まではお話が来てた。ほんと悔しい。時たま思い出して鬱になる」などとTwitter（後のX）で語っている。
ゲームアーカイブスの『ファイナル』以降シリーズタイトルのリリースは途絶えていたが、2025年夏期に26年ぶりの新作にして初のアーケード向けタイトルとなる『あすか120%エクサレント』がexA-Arcadia対応タイトルとして稼働予定。また、本シリーズの一部システムは『ファントムブレイカー』シリーズへ継承されている。

## シリーズ作品
日付は発売日。
- 『あすか120% BURNING Fest.』
  - FM TOWNS版 1994年3月11日[1]
  - X68000版[注釈 3] 1994年4月22日[1]
- 『あすか120%エクセレント BURNING Fest.』（FM TOWNS）[注釈 4] 1994年12月22日
- 『あすか120%マキシマ BURNING Fest.』（PCE） 1995年7月28日（NECアベニュー）[1]
- 『あすか120%スペシャル BURNING Fest.』（PS） 1996年3月29日[1]
- 『あすか120%スペシャル BURNING Fest.Ver.2』（PS）[注釈 5] 1996年6月頃
- 『あすか120%エクセレント BURNING Fest.』（PS） 1997年5月9日
- 『あすか120%リミテッド BURNING Fest.』（SS） 1997年10月9日[注釈 6]（アスク講談社）
- 『あすか120%ファイナル BURNING Fest.』（PS） 1999年5月27日
- 『あすか120%リターン BURNING Fest.』（Win） 1999年9月24日
- 『SuperLite 1500シリーズ あすか120%ファイナル BURNING Fest.』（PS）[注釈 7] 2002年9月26日
- 『あすか120%スペシャル BURNING Fest.Ver.2』（ゲームアーカイブス）[注釈 8] 2010年12月8日
- 『あすか120%エクセレント BURNING Fest.』（ゲームアーカイブス）[注釈 9] 2011年2月9日
- 『あすか120%ファイナル BURNING Fest.』（ゲームアーカイブス）[注釈 9] 2011年4月13日
- 『あすか120%エクサレント』（アーケード）2025年予定

## 登場人物
声優の名前は本作出演時のもの。

### プレイキャラ
本田飛鳥
声：茶山莉子 / 蒼乃むすび（エデンズリッターグレンツェ）
月日生まれ。血液型A型。身長体重、3サイズはB78、W52、H81。
化学部代表である彼女は、部長から日々猛特訓を受けて化学部秘伝の奥義を会得した。1年C組。出席番号26番。大会のダークホースと目される主人公的存在。必殺技はフラスコを投げて爆発させる「フェノメノンクラッシュ」など。
大久保久美
声：美木まさき→長沢美樹（PS版『エクセレント』、『リミテッド』、ドラマCD『BURNING Fest. Special Plus』）→美木まさき（『ファイナル』以降）
9月7日生まれ。血液型AB型。身長158cm、体重42kg、3サイズはB80、W50、H81。
新体操部代表。1年A組。出席番号3番。スーパーハイレグレオタードを着用している。おとなしく内気だが、部活動には一生懸命な努力家。当たり判定と範囲の広い技を多く持つ。必殺技はリボンを振り回して攻撃する「リボンカッター」など。
新堂環
声：椎名樹里→勝生真沙子→小川里永子
4月11日生まれ。血液型O型。身長167cm、体重47kg、3サイズはB82、W54、H83。
テニス部代表。3年A組。出席番号17番。前年度優勝者で学院長の孫娘。才色兼備の生徒会長。必殺技はラケットで攻撃する「迎撃・V」など。
山崎竜子
声：森本晶
8月9日生まれ。血液型A型。身長168cm、体重48kg、3サイズはB79、W55、H83。
バレー部代表。2年B組。出席番号31番。赤いハイレグブルマーを着用している。バレー部をインターハイ優勝へと導いた、元気でボーイッシュな体育会系。身体のバネを生かした打撃技が主体。必殺技は「竜巻レシーブ」など。
鈴木めぐみ
声：北条静香→野上ゆかな（「ファイナル」以降）
10月27日生まれ。血液型B型。身長148cm、体重43kg、3サイズはB79、W51、H80。
応援部代表。2年B組。出席番号11番。童顔で小柄だが、グラマーで他校生にも人気が高い。性格は明るく、些細な事には拘らない。必殺技は「ボンボンアッパー」など。
彼女のみパンチラがあったが、新作が出されるにつれて無くなっていった。
北条虎美
声：伊藤未央
7月22日生まれ。血液型A型。身長172cm、体重58kg、3サイズはB86、W60、H83。
空手部代表。3年C組。出席番号25番。髪が白みがかっている。前年度準優勝者で、空手のインターハイでは優勝している。長身から繰り出す空手技が強力。必殺技は「飛び膝踵落とし」など。

### 『マキシマ』から参戦
豊田可莉奈
声：荒木香恵（ゲーム） / 吉田香奈子（ドラマCD『BURNING Fest. MINIMUM』） / 風花ましろ（エデンズリッターグレンツェ）
5月9日生まれ。血液型B型。身長、体重、3サイズはB79、W53、H81。
生物部代表。1年B組。出席番号22番。飛鳥の幼馴染でライバル。技の多くはペットのカエル「ケロぴょん」を使う。必殺技は「ケロケロヒートプレス」など。
キャシィ・ワイルド
声：ジュディー・モンロー→高乃麗→井上麗花
2月20日生まれ。血液型O型。身長176cm、体重56kg、3サイズはB89、W60、H87。
プロレス同好会代表。3年C組。出席番号8番。フロリダの姉妹校との交換留学生。巨乳でスーパーハイレグパンツを着用している。必殺技はプロレスの投げ技「ノーザンライトボム」など。
御手洗清子
声：福田由美子→日髙のり子 / 和央きりか（エデンズリッターグレンツェ）
8月18日生まれ。血液型O型。身長157cm、体重47kg、3サイズはB80、W52、H82。
ソフトボール部代表。2年A組。出席番号26番。「おてあらい」とも読める名字にコンプレックスを持つ。次期生徒会長。ソフトボール部では主将を務める4番打者で、ポジションはセカンド。必殺技は下手から鋭くボールを投げつける「大リーグソフトボール8号」など。
小和田奈々
声：朝倉有紀→高橋美紀（PS版『エクセレント』、『リミテッド』、ドラマCD『BURNING Fest. Special Plus』）→朝倉有紀（『ファイナル』以降）
10月17日生まれ。血液型O型。身長152cm、体重42kg、3サイズはB78、W51、H80。
日舞研究会代表。2年A組。出席番号2番。花柳界の名家小和田家の長女。幼い頃から大和撫子としての英才教育を受けた箱入り娘。必殺技は扇子を広げて舞で攻撃する「牛若の舞」など。
七瀬葵が1996年に発行した設定資料同人誌『WORKS』によるとナコルルがモデル。

### 『スペシャル』から参戦
川崎忍
声：日野三奈子→西沢広香
4月4日生まれ。血液型B型。身長149cm、体重48kg、3サイズはB75、W51、H79。
他校、私立東洋播磨灘学院高等部商業科の女番長。2年F組。出席番号9番。99試合目の喧嘩で環に敗れた雪辱を果たすため乱入してくる。必殺技は手から気功弾を放つ「番長バズーカ」など。

### 『リミテッド』から参戦
扇ヶ谷鉄子
声：日野三奈子→島津冴子（PS版『エクセレント』、『リミテッド』、ドラマCD『BURNING Fest. Special Plus』）→日野三奈子（『ファイナル』以降）
7月2日生まれ。血液型O型。身長158cm、体重47kg、3サイズはB81、W59、H81。
化学部部長。3年生。例年予選で負け続ける化学部勝利のため、中等部の飛鳥の資質に目を付けて猛特訓を行った先輩。必殺技は飛鳥と同型。
新堂源一郎
声：向井恭介→加藤精三→佐倉徹
1月1日生まれ。血液型O型。身長175cm、体重72kg。
学院長。戦後に実業家として一代で財を成し、教育界に転身して希有な成功を修めた、日本教育界の重鎮。四字熟語の名前を冠した強力な必殺技「乾坤一擲」などを使用する。

### 『ファイナル』から参戦
古館伊知子
声：千歳真衣美→水谷優子→茂呂田かおる
12月12日生まれ。血液型B型。身長150cm、体重44kg、3サイズはB78、W52、H79。
報道部代表。2年A組。出席番号24番。次期部長候補。本来は実況を担当しており、燃えるアナウンサーの異名を持つ。必殺技はマイクを持って突撃する「突撃!インタビューアタック」など。

### その他の登場人物
山科文麿
声：花帆伸→滝浪倫邦
教頭。キザでゴマすりで、密かに次期学院長の座を狙っている。生徒達には嫌われているが、めぐみからは好かれている。

### 本編未登場の人物
未登場のプレイキャラが『WORKS』に記載されている。
漫画研究会代表
眼鏡を掛けている。
魔法研究会代表
濃い紫のストレートロングヘア。スーパーハイレグと魔女のような姿をしている。魔導書を持っており、黒魔術を駆使して戦う。
アニメ研究会代表
コスプレおたく。
お料理研究会代表
それぞれ和・洋・中の恰好をして三味一体攻撃（トライアングルアタック）を行う。

## 関連商品

### 攻略本
- あすか120%BURNING Fest.Illustrations攻略＆設定資料集（1996年10月15日）
新声社より発売。
- あすか120%エクセレント 公式ガイドブック（1997年6月20日）
毎日コミュニケーションズより発売。
- あすか120%エクセレントBURNING Fest.メガファイト男子禁制ファイル（1997年8月10日）
二見書房より発売。

### 漫画
- BURNING Fest. あすか 120% ANOTHER STORY（1）（1996年4月1日）
ブロッコリーより発売。
- BURNING Fest. あすか 120% ANOTHER STORY（2）（1996年7月11日）
ブロッコリーより発売。
- 百花繚乱 あすか120%コミックアンソロジー（1）（1996年8月23日）
ノアール出版より発売。
- 百花繚乱 あすか120%コミックアンソロジー（2）（1996年11月1日）
ノアール出版より発売。
- BURNING Fest. あすか 120% ANOTHER STORY（3）（1997年1月19日）
ブロッコリーより発売。
- BURNING Fest. あすか 120% ANOTHER STORY（4）（1997年4月21日）
ブロッコリーより発売。
- コミックアンソロジーあすか120%エクセレントBURNING Fest.（1997年7月18日）
新声社より発売。
- コミックあすか120%エクセレントBURNING Fest.カーニバル（1997年7月25日）
光栄より発売。
- エクセレントファイター（1997年9月12日）
ノアール出版より発売。

### 小説
- あすか120%ファーストイグニッション（1996年12月15日）
サークル出版社より発売。
- あすか120%セカンドビジョンクエスト（1997年12月20日）
サークル出版社より発売。
- あすか120%Burning Festival（1998年6月30日）
ムービックより発売。
- あすか120%ファイナル BURNING Fest.（1999年8月1日）
KKベストセラーズより発売。

### CDドラマ
- あすか120% BURNING Fest.MINIMUM ドラマCD（1996年3月25日）
データム・ポリスターより発売。
- あすか120% FINAL Burning Fest. CDドラマ（1999年7月23日）
キングレコードより発売。

### サウンドトラック
- あすか120% イメージアルバム（1994年10月27日）
ブロッコリーより発売。
- あすか120% ダンスアンサンブル（1994年11月26日）
ポリグラムより発売。
- あすか120%BURNING Fest.SpecialPlus（1996年8月25日）
ポリグラムより発売。
- あすか120%FINAL BURNING Fest.FINAL OST（1999年8月27日）
キングレコードより発売。
- あすか120% TILDE GAME MUSIC COLLECTION VOL.3（2004年2月27日）
TILDEより発売。
- あすか120%BURNING Remixes（2019年3月11日）
Sweep Recordより発売。

## 他作品とのコラボレーション
エデンズリッターグレンツェ
DMM GAMESで配信されているアダルトブラウザゲーム。
2022年4月27日より本作とのコラボレーションイベントが開催。本田飛鳥、豊田可莉奈、御手洗清子がプレイアブルキャラクターとして登場する。『エデンズリッターグレンツェ』は凌辱要素のあるアダルトゲームのため、コラボキャララクターも性描写のシーンが用意されている。また、担当声優に関しては本コラボ独自のキャスティングがなされている。